# FC Barcelona in het seizoen 2024/25
Het seizoen 2024/2025 van Fútbol Club Barcelona markeerde het 125-jarig bestaan van de club en het 94e opeenvolgende seizoen in de Spaanse Primera División. In dit seizoen nam de club ook deel aan de Copa del Rey, de Supercopa de España en de UEFA Champions League.
FC Barcelona speelde zijn officiële thuiswedstrijden voor het tweede seizoen op rij in het Estadi Olímpic Lluís Companys, vanwege de verbouwing van Camp Nou.
De club won de Primera División, de Copa del Rey en de Supercopa de España, en bereikte de halve finale van de UEFA Champions League in het eerste seizoen van Flick bij de club.

## Seizoensoverzicht

### Nationale dominantie in jubileumjaar
Het seizoen 2024/25 stond in het teken van het 125-jarig bestaan van de club en luidde een nieuwe periode van sportief herstel en nationale dominantie in. In aanloop naar het seizoen werden onder sportief directeur Deco gerichte versterkingen doorgevoerd. Dani Olmo werd voor een gereduceerde afkoopsom overgenomen van RB Leipzig. La Masia-producten Marc Casadó en Pau Cubarsí werden definitief doorgeschoven naar het eerste elftal, terwijl ook Eric García terugkeerde van een uitleenbeurt bij Girona FC. Hoewel er geen grote sterren werden aangetrokken, koos de club voor balans, fysieke versterking en stabiliteit in de selectie. 
Na het aangekondigde vertrek van Xavi Hernández in mei 2024 stelde de club de Duitser Hansi Flick aan als hoofdtrainer. Flick, voormalig bondscoach van Duitsland en winnaar van de sextuple met Bayern München, werd de derde Duitser ooit aan het roer bij Barça, na Hennes Weisweiler en Udo Lattek. Zijn aanstelling wekte hoge verwachtingen, mede door zijn sextuple en prestaties bij Bayern München, al blijft zijn naam ook onlosmakelijk verbonden met de historische 2–8 nederlaag die Barcelona in 2020 tegen Bayern in de UEFA Champions League leed. 
Flick erfde een selectie die het voorgaande seizoen zonder prijzen was gebleven en kampte met twijfels over het spelniveau, blessures, de fysieke gesteldheid en een gebrek aan consistentie. De Duitser bracht direct structuur en duidelijkheid, met een volledig nieuwe staf die vooral focuste op fysieke en conditionele training. In de openingsfase van het seizoen moest hij echter meerdere sterkhouders missen: onder anderen Ronald Araújo, Pedri en doelman Marc-André ter Stegen vielen langdurig uit.
Het team kende een sterke start in Primera División en won de eerste vier wedstrijden. Begin september ging het echter mis tijdens het uitduel met Osasuna: Barcelona verloor daar met 4-2. In de groepsfase van de UEFA Champions League begon Barcelona eveneens met een nederlaag. In de openingswedstrijd tegen AS Monaco, waarin het team een groot deel met tien man speelde, had de tegenstander de overhand. Het team begon het seizoen goed, maar moest duidelijk wennen aan de nieuwe aanpak van Flick, die bekendstaat om zijn veeleisende tactiek. Voor veel spelers, die dat niveau van intensiteit nog niet gewend waren, vergde dat een flinke omschakeling.
Op 12 januari 2025 veroverde Barcelona haar eerste prijs van het seizoen. In de finale van de Supercopa de España werd aartsrivaal Real Madrid met maar liefst 5–2 verslagen, waarmee de club haar 15e titel aan de erelijst toevoegde. Ook in de Copa del Rey liet de ploeg zich van haar beste kant zien. Na overtuigende zeges op onder meer Valencia en Atlético Madrid, werd op 26 april 2025 ook de finale tegen Real Madrid gewonnen. In een zenuwslopende wedstrijd, die pas in de verlenging werd beslist, trok Barcelona met 3–2 aan het langste eind. Daarmee werd de 32e bekerwinst in de clubgeschiedenis een feit.
De wederopstanding in de Primera División werd op spectaculaire wijze voortgezet. Dankzij overwinningen op onder meer Sevilla, Atlético Madrid, Villarreal en Girona, én door een gelijkspel van Real Madrid in maart, nam Barcelona op speeldag 24 de koppositie over. Die gaf de ploeg daarna niet meer uit handen. Op 15 mei 2025 werd de landstitel definitief veiliggesteld met een 0–2 zege in de Catalaanse derby tegen Espanyol, waarmee de 28ste landstitel aan de erelijst werd toegevoegd. Daarmee voltooide Barcelona de nationale treble. In de een-na-laatste speelronde werd nog verloren van Villarreal, maar op de slotdag (speelronde 38) werd de competitie afgesloten met een uitzege op Athletic Bilbao in Baskenland.

### Europese wederopstanding zonder bekroning
Ook in Europa maakte de ploeg indruk. In de vernieuwde opzet van de UEFA Champions League plaatste Barcelona zich overtuigend voor de knock-outfase, als tweede in de eindranglijst, net onder Liverpool. In de achtste finales werd Benfica tweemaal verslagen, waarna ook Borussia Dortmund over twee wedstrijden moest buigen. Vooral de 4–0 thuiszege op de Duitsers met doelpunten van Raphinha en tweemaal Lewandowski onderstreepte dat Barcelona opnieuw kon meestrijden op het hoogste Europese niveau.
In de halve finale tegen Internazionale leek de ploeg op weg naar de eindstrijd. Na een spectaculair 3–3 gelijkspel in de heenwedstrijd op Montjuïc volgde in Milaan een 4–3 nederlaag na verlenging. Ondanks treffers van Eric García, Dani Olmo en Raphinha werd de finale net niet bereikt.
De uitschakeling na een controversiële strafschop en een afgekeurd doelpunt, zorgde voor frustratie onder spelers en fans. Voor het zesde seizoen op rij bereikte Barcelona niet de finale van een Europees toernooi, maar het team liet wél zien weer tot de Europese top te behoren. Waar de ploeg in eerdere jaren regelmatig instortte in de slotfase van cruciale kwart- of halve finales, bleef Barcelona dit seizoen onder leiding van Hansi Flick tot de laatste minuut strijdlustig, compact en energiek. Het team straalde weer identiteit uit, en toonde dat het ook in Europa weer meetelt.

### Individuele uitblinkers zetten de toon
Individueel kende het seizoen meerdere uitblinkers, maar de grootste sensatie was zonder twijfel de pas zeventienjarige Lamine Yamal. Het toptalent beleefde zijn definitieve doorbraak en veroverde een vaste basisplaats op de rechterflank. Hij speelde maar liefst 55 wedstrijden, waarin hij 18 doelpunten maakte en 25 assists gaf. Met zijn snelheid, techniek en scorend vermogen was hij een constante dreiging. Yamal leverde meerdere beslissende bijdragen in topwedstrijden, waaronder doelpunten in beide Clásico’s tegen Real Madrid.
Ook Raphinha kende zijn beste seizoen sinds zijn komst naar de club. De Braziliaanse buitenspeler scoorde 34 keer en gaf 25 assists in 57 wedstrijden, waaronder een hattrick tegen Bayern München en meerdere doelpunten in de Champions League.
Robert Lewandowski, inmiddels 36 jaar oud, bewees zijn waarde opnieuw. De Pool eindigde als topscorer van het seizoen en bereikte de mijlpaal van 100 doelpunten voor FC Barcelona. In 52 wedstrijden trof hij 43 keer doel en gaf hij 3 assists.
Op het middenveld groeiden een blessurevrije Pedri en de energieke Fermín López uit tot dragende krachten. In verdedigend opzicht maakten met name Pau Cubarsí en Marc Casadó indruk, die zich beide profileerden als betrouwbare steunpilaren.

### Vertrouwen in de toekomst
Een paar dagen voor het einde van het seizoen verlengde trainer Hansi Flick zijn contract tot medio 2027, als beloning voor het sportieve herstel dat hij had bewerkstelligd. De club sprak haar vertrouwen uit in de ingeslagen koers en wist ook sleutelspelers tijdens het seizoen zoals Raphinha, Araújo, Gavi en Pedri langer aan zich te binden. Ondanks het missen van de Champions League-finale, sloot FC Barcelona het jubileumjaar af met drie nationale prijzen, een herwonnen identiteit, en een optimisme dat in jaren niet zo sterk was gevoeld in Catalonië.

## Selectie 2024/25
| Nr.         | Nat.                | Naam                  | Contract tot | Geboortedatum     | Vorige club              |
| ----------- | ------------------- | --------------------- | ------------ | ----------------- | ------------------------ |
| Doelmannen  |                     |                       |              |                   |                          |
| 1           | Vlag van Duitsland  | Marc-André ter Stegen | 30 juni 2028 | 30 april 1992     | Borussia Mönchengladbach |
| 13          | Vlag van Spanje     | Iñaki Peña            | 30 juni 2026 | 2 maart 1999      | La Masia                 |
| 25          | Vlag van Polen      | Wojciech Szczęsny     | 30 juni 2025 | 18 april 1990     | Juventus                 |
| 26          | Vlag van Spanje     | Ander Astralaga       | 30 juni 2025 | 3 maart 2004      | La Masia                 |
| Verdediging |                     |                       |              |                   |                          |
| 2           | Vlag van Spanje     | Pau Cubarsí           | 30 juni 2027 | 22 januari 2007   | La Masia                 |
| 3           | Vlag van Spanje     | Alejandro Baldé       | 30 juni 2028 | 18 oktober 2003   | La Masia                 |
| 4           | Vlag van Uruguay    | Ronald Araújo         | 30 juni 2026 | 7 maart 1999      | La Masia                 |
| 5           | Vlag van Spanje     | Iñigo Martínez        | 30 juni 2025 | 17 mei 1991       | Athletic Bilbao          |
| 15          | Vlag van Denemarken | Andreas Christensen   | 30 juni 2026 | 10 april 1996     | Chelsea                  |
| 23          | Vlag van Frankrijk  | Jules Koundé          | 30 juni 2027 | 12 november 1998  | Sevilla                  |
| 24          | Vlag van Spanje     | Eric García           | 30 juni 2026 | 9 januari 2001    | Girona                   |
| 29          | Vlag van Spanje     | Álex Valle            | 30 juni 2025 | 25 april 2004     | La Masia                 |
| 32          | Vlag van Spanje     | Héctor Fort           | 30 juni 2026 | 2 augustus 2005   | La Masia                 |
| 35          | Vlag van Spanje     | Gerard Martín         | 30 juni 2026 | 26 februari 2002  | La Masia                 |
| 36          | Vlag van Spanje     | Sergi Domínguez       | 30 juni 2026 | 1 mei 2005        | La Masia                 |
| Middenveld  |                     |                       |              |                   |                          |
| 6           | Vlag van Spanje     | Gavi                  | 30 juni 2026 | 5 augustus 2004   | La Masia                 |
| 8           | Vlag van Spanje     | Pedri                 | 30 juni 2026 | 25 november 2002  | La Masia                 |
| 14          | Vlag van Spanje     | Pablo Torre           | 30 juni 2026 | 3 april 2003      | Girona                   |
| 16          | Vlag van Spanje     | Fermín López          | 30 juni 2027 | 11 mei 2003       | La Masia                 |
| 17          | Vlag van Spanje     | Marc Casadó           | 30 juni 2028 | 14 september 2003 | La Masia                 |
| 21          | Vlag van Nederland  | Frenkie de Jong       | 30 juni 2026 | 12 mei 1997       | Ajax                     |
| 20          | Vlag van Spanje     | Dani Olmo             | 30 juni 2030 | 7 mei 1998        | RB Leipzig               |
| 28          | Vlag van Spanje     | Marc Bernal           | 30 juni 2026 | 26 mei 2007       | La Masia                 |
| Aanval      |                     |                       |              |                   |                          |
| 7           | Vlag van Spanje     | Ferran Torres         | 30 juni 2027 | 14 december 1996  | Manchester City          |
| 9           | Vlag van Polen      | Robert Lewandowski    | 30 juni 2026 | 21 augustus 1988  | Bayern München           |
| 10          | Vlag van Spanje     | Ansu Fati             | 30 juni 2027 | 31 oktober 2002   | La Masia                 |
| 11          | Vlag van Brazilië   | Raphinha              | 30 juni 2027 | 29 februari 2000  | Leeds United             |
| 18          | Vlag van Spanje     | Pau Víctor            | 30 juni 2029 | 26 november 2001  | Girona                   |
| 19          | Vlag van Spanje     | Lamine Yamal          | 30 juni 2026 | 13 juli 2007      | La Masia                 |

Bijgewerkt t/m 4 oktober 2024. Bron: LaLiga
 = Aanvoerder
Let op: spelers met een rugnummer hoger dan 25 staan geregistreerd bij Barça Atlètic.

## Transfers 2024/25

### Zomer

#### Aangetrokken 2024/25
| Nat.               | Naam              | Van                    | Bijzonderheden |
| ------------------ | ----------------- | ---------------------- | -------------- |
| Vlag van Spanje    | Eric García       | Girona                 | Einde huur     |
| Vlag van Spanje    | Pablo Torre       | Girona                 | Einde huur     |
| Vlag van Spanje    | Ansu Fati         | Brighton & Hove Albion | Einde huur     |
| Vlag van Mexico    | Julián Araujo     | Las Palmas             | Einde huur     |
| Vlag van Frankrijk | Clément Lenglet   | Aston Villa            | Einde huur     |
| Vlag van Spanje    | Pau Víctor        | Girona                 | € 2.700.000    |
| Vlag van Spanje    | Dani Olmo         | RB Leipzig             | € 55.000.000   |
| Vlag van Polen     | Wojciech Szczęsny | Juventus               | Transfervrij   |
| Totaal             | Totaal            | Totaal                 | € 57.7 miljoen |

#### Vertrokken 2024/25
| Nat.                      | Naam            | Van                | Bijzonderheden |
| ------------------------- | --------------- | ------------------ | -------------- |
| Vlag van Verenigde Staten | Sergiño Dest    | PSV                | Transfervrij*  |
| Vlag van Spanje           | Marcos Alonso   | Celta de Vigo      | Einde contract |
| Vlag van Spanje           | Sergi Roberto   | Como 1907          | Einde contract |
| Vlag van Portugal         | João Cancelo    | Manchester City    | Einde huur     |
| Vlag van Portugal         | João Félix      | Atlético de Madrid | Einde huur     |
| Vlag van Spanje           | Oriol Romeu     | Girona             | Huurbasis      |
| Vlag van Frankrijk        | Clément Lenglet | Atlético de Madrid | Huurbasis      |
| Vlag van Brazilië         | Vitor Roque     | Real Betis         | Huurbasis      |
| Vlag van Senegal          | Mikayil Faye    | Stade Rennais      | € 10.300.000   |
| Vlag van Mexico           | Julián Araujo   | AFC Bournemouth    | € 10.000.000   |
| Vlag van Spanje           | Álex Valle      | Como 1907          | Huurbasis      |
| Vlag van Brazilië         | Vitor Roque     | Palmeiras          | € 25.500.000   |
| Totaal                    | Totaal          | Totaal             | € 45.8 miljoen |

Bijgewerkt t/m 1 maart 2025.
*= De club liet de speler transfervrij gaan met doorverkooprechten bij een toekomstige transfer.

## Staf 2024/25
|                          | Functie                 | Naam      | Nationaliteit |
| Coach                    | Hansi Flick             | Duitsland |               |
| Assistent-coach          | Marcus Sorg             | Duitsland |               |
| Assistent-coach          | Toni Tapalović          | Duitsland |               |
| Assistent-coach          | Heiko Westermann        | Duitsland |               |
| Assistent-coach          | Thiago Alcántara*       | Spanje    |               |
| Fysiektrainer            | Julio Tous              | Spanje    |               |
| Fysiektrainer            | Pepe Conde              | Spanje    |               |
| Fysiektrainer            | Rafael Maldonado        | Spanje    |               |
| Fitness en krachttrainer | Germán Fernández        | Spanje    |               |
| Keeperstrainer           | José Ramón de la Fuente | Spanje    |               |

Bijgewerkt t/m 14 juli 2024.
*= Alleen assistent-coach in het voorseizoen vanwege ontbrekend coachingdiploma.

## Uitrustingen 2024/25
- Kledingmerk: Nike
- Sponsors: Spotify (voorkant) / Ambilight TV (mouw) / UNHCR (achterkant)

| Thuis    | Uit        | Derde    | Senyera  |
| Keeper 1 | Keeper 2   | Keeper 3 | Keeper 4 |
| Training | Training 2 |          |          |

## Resultaten
| Competitie            | Resultaat    |
| --------------------- | ------------ |
| Primera División      | Winnaar      |
| Copa del Rey          | Winnaar      |
| Supercopa de España   | Winnaar      |
| UEFA Champions League | Halve finale |

## Wedstrijden

### Primera División
| Speelronde | Datum       | Tegenstander    | Thuis/Uit | Toeschouwers | Uitslag | Stand   |
| ---------- | ----------- | --------------- | --------- | ------------ | ------- | ------- |
| 1          | 17 aug 2024 | Valencia        | Uit       | 46.673       | 1–2     | Winst   |
| 2          | 24 aug 2024 | Athletic        | Thuis     | 46.448       | 2–1     | Winst   |
| 3          | 27 aug 2024 | Rayo Vallecano  | Uit       | 14.031       | 1–2     | Winst   |
| 4          | 31 aug 2024 | Real Valladolid | Thuis     | 44.359       | 7–0     | Winst   |
| 5          | 15 sep 2024 | Girona          | Uit       | 13.891       | 1–4     | Winst   |
| 6          | 22 sep 2024 | Villarreal      | Uit       | 72.048       | 1–5     | Winst   |
| 7          | 25 sep 2024 | Getafe          | Thuis     | 44.407       | 1–0     | Winst   |
| 8          | 28 sep 2024 | CA Osasuna      | Uit       | 22.322       | 4–2     | Verlies |
| 9          | 6 okt 2024  | Alavés          | Uit       | 19.468       | 0–3     | Winst   |
| 10         | 20 okt 2024 | Sevilla FC      | Thuis     | 47.848       | 5–1     | Winst   |
| 11         | 26 okt 2024 | Real Madrid     | Uit       | 78.192       | 0–4     | Winst   |
| 12         | 3 nov 2024  | Espanyol        | Thuis     | 48.843       | 3–1     | Winst   |
| 13         | 10 nov 2024 | Real Sociedad   | Uit       | 36.194       | 1–0     | Verlies |
| 14         | 23 nov 2024 | Celta de Vigo   | Uit       | 24.573       | 2–2     | Gelijk  |
| 15         | 30 nov 2024 | UD Las Palmas   | Thuis     | 43.212       | 1–2     | Winst   |
| 16         | 3 dec 2024  | RCD Mallorca    | Uit       | 22.352       | 1–5     | Winst   |
| 17         | 7 dec 2024  | Real Betis      | Thuis     | 51.749       | 2–2     | Gelijk  |
| 18         | 15 dec 2024 | CD Leganés      | Thuis     | 39.523       | 0–1     | Verlies |
| 19         | 21 dec 2024 | Atlético Madrid | Uit       | 46.249       | 2–4     | Winst   |
| 20         | 18 jan 2025 | Getafe          | Uit       | 15.134       | 1–1     | Gelijk  |
| 21         | 26 jan 2025 | Valencia        | Thuis     | 45.312       | 7–1     | Winst   |
| 22         | 2 feb 2025  | Alavés          | Thuis     | 42.900       | 1–0     | Winst   |
| 23         | 9 feb 2025  | Sevilla FC      | Uit       | 38.592       | 1–4     | Winst   |
| 24         | 17 feb 2025 | Rayo Vallecano  | Thuis     | 45.296       | 1–0     | Winst   |
| 25         | 22 feb 2025 | UD Las Palmas   | Uit       | 30.746       | 0–2     | Winst   |
| 26         | 2 mrt 2025  | Real Sociedad   | Thuis     | 46.324       | 4–0     | Winst   |
| 27         | 16 mrt 2025 | Atlético Madrid | Uit       | 67.602       | 2–4     | Winst   |
| 28         | 27 mrt 2025 | CA Osasuna      | Thuis     | 42.319       | 3–0     | Winst   |
| 29         | 30 mrt 2025 | Girona          | Uit       | 48.258       | 1–4     | Winst   |
| 30         | 5 apr 2025  | Real Betis      | Thuis     | 47.043       | 1–1     | Gelijk  |
| 31         | 12 apr 2025 | CD Leganés      | Uit       | 12.530       | 0–1     | Winst   |
| 32         | 19 apr 2025 | Celta de Vigo   | Thuis     | 48.569       | 4–1     | Winst   |
| 33         | 22 apr 2025 | RCD Mallorca    | Uit       | 19.340       | 2–3     | Winst   |
| 34         | 3 mei 2025  | Real Valladolid | Thuis     | 23.967       | 4–1     | Winst   |
| 35         | 11 mei 2025 | Real Madrid     | Thuis     | 50.319       | 4–3     | Winst   |
| 36         | 15 mei 2025 | Espanyol        | Uit       | 34.283       | 0–2     | Winst   |
| 37         | 18 mei 2025 | Villarreal      | Thuis     | 49.558       | 2–3     | Verlies |
| 38         | 25 mei 2025 | Athletic        | Uit       | 50.231       | 0–3     | Winst   |

### UEFA Champions League
| Speelronde                    | Datum             | Wedstrijd                        | Uitslag | Stand   |
| ----------------------------- | ----------------- | -------------------------------- | ------- | ------- |
| Groepsfase – speeldag 1       | 19 september 2024 | AS Monaco – FC Barcelona         | 2 – 1   | Verlies |
| Groepsfase – speeldag 2       | 1 oktober 2024    | FC Barcelona – Young Boys        | 5 – 0   | Winst   |
| Groepsfase – speeldag 3       | 23 oktober 2024   | FC Barcelona – Bayern München    | 4 – 1   | Winst   |
| Groepsfase – speeldag 4       | 6 november 2024   | Crvena Zvezda – FC Barcelona     | 2 – 5   | Winst   |
| Groepsfase – speeldag 5       | 26 november 2024  | FC Barcelona – Brest             | 3 – 0   | Winst   |
| Groepsfase – speeldag 6       | 11 december 2024  | Borussia Dortmund – FC Barcelona | 2 – 3   | Winst   |
| Eerste knock-outronde – heen  | 21 januari 2025   | Benfica – FC Barcelona           | 4 – 5   | Winst   |
| Eerste knock-outronde – terug | 29 januari 2025   | FC Barcelona – Atalanta          | 2 – 2   | Gelijk  |
| Achtste finale – heen         | 5 maart 2025      | Benfica – FC Barcelona           | 0 – 1   | Winst   |
| Achtste finale – terug        | 11 maart 2025     | FC Barcelona – Benfica           | 3 – 1   | Winst   |
| Kwartfinale – heen            | 9 april 2025      | FC Barcelona – Borussia Dortmund | 4 – 0   | Winst   |
| Kwartfinale – terug           | 15 april 2025     | Borussia Dortmund – FC Barcelona | 3 – 1   | Verlies |
| Halve finale – heen           | 30 april 2025     | FC Barcelona – Internazionale    | 3 – 3   | Gelijk  |
| Halve finale – terug          | 6 mei 2025        | Internazionale – FC Barcelona    | 4 – 3   | Verlies |

Bijgewerkt t/m 6 mei 2025.

Bron: UEFA

### Copa del Rey
| Ronde                | Datum            | Wedstrijd                      | Uitslag      | Stand  |
| -------------------- | ---------------- | ------------------------------ | ------------ | ------ |
| 1/16 finale          | 4 januari 2025   | UD Barbastro – FC Barcelona    | 0 – 4        | Winst  |
| Achtste finale       | 15 januari 2025  | FC Barcelona – Real Betis      | 5 – 1        | Winst  |
| Kwartfinale          | 6 februari 2025  | Valencia CF – FC Barcelona     | 0 – 5        | Winst  |
| Halve finale (heen)  | 25 februari 2025 | FC Barcelona – Atlético Madrid | 4 – 4        | Gelijk |
| Halve finale (terug) | 2 april 2025     | Atlético Madrid – FC Barcelona | 0 – 1        | Winst  |
| Finale               | 26 april 2025    | FC Barcelona – Real Madrid CF  | 3 – 2 (n.v.) | Winst  |

### Supercopa de España
| Ronde        | Datum           | Wedstrijd                      | Uitslag | Stand |
| ------------ | --------------- | ------------------------------ | ------- | ----- |
| Halve finale | 8 januari 2025  | Athletic Bilbao – FC Barcelona | 0 – 2   | Winst |
| Finale       | 12 januari 2025 | Real Madrid – FC Barcelona     | 2 – 5   | Winst |